# Dragan Šolak
Dragan Šolak, cyr. Драган Шолак (ur. 30 marca 1980 we Vrbasie) – serbski szachista, od grudnia 2011 reprezentant Turcji, arcymistrz od 2001 roku.

## Kariera szachowa
Wielokrotnie reprezentował Jugosławię na mistrzostwach świata i Europy juniorów w różnych kategoriach wiekowych, największy sukces odnosząc w 1996 w Rimavskiej Sobocie, gdzie zdobył tytuł wicemistrza Europy do 16 lat. Sukces odniósł również w 2000 w Erywaniu, gdzie na mistrzostwach świata do 20 lat zajął V miejsce. W 2014 zajął IV m. w rozegranych w Erywaniu indywidualnych mistrzostwach Europy.
W 2010 zajął IV m. w finale indywidualnych mistrzostw Serbii. Dwukrotnie zdobył tytuły mistrza Turcji, w latach 2012 oraz 2013.
Odniósł szereg sukcesów w turniejach międzynarodowych, m.in.:
- II m. w Koryncie (1999, za Igorem Nowikowem),
- dz. I m. w Bazylei (2002, wspólnie z Andriejem Sokołowem i Władymirem Tukmakowem),
- dz. II m. w Lublanie (2003, za Aleksandrem Delczewem, wspólnie z m.in. Ivanem Farago i Sierhijem Fedrorczukiem),
- III m. w Salonikach (za Aleksandarem Kovaceviciem i Mircea Pârligrasem),
- I m. w Portorožu (2003),
- dwukrotnie dz. I m. w Portorožu (2004 – wspólnie z Mišo Cebalo, 2005 – wspólnie z Nenadem Fercecem(inne języki), Petarem Benkoviciem(inne języki) i Jure Škoberne),
- I m. w Bijelim Polju (2004),
- dz. II m. w Atenach (2004, turniej Acropolis (open B)), za Bartoszem Soćko, wspólnie z Mircea Pârligrasem, Suatem Atalikiem i Alikiem Gerszonem),
- dz. II m. w Dubaju (2005, za Wangiem Hao, wspólnie z m.in. Zhang Zhongiem, Zacharem Jefimienko i Jewhenem Miroszniczenko)),
- dz. I m. w Nowym Sadzie (2009, wspólnie z Jure Škoberne),
- dz. I m. w Kawali (2011, wspólnie z Mateuszem Bartlem),
- dz. I m. w Dubaju (2015, wspólnie z Davidem Howellem, Władimirem Fiedosiejewem, Andrei Istrățescu, Ivanem Ivaniševiciem oraz Eltajem Safarlim)[8].

Wielokrotnie reprezentował Jugosławię, Serbię i Turcję w turniejach drużynowych, m.in.:
- czterokrotnie na olimpiadach szachowych (w latach 2000, 2004, 2008, 2012)[9],
- na drużynowych mistrzostwach świata (w roku 2013)[10],
- pięciokrotnie na drużynowych mistrzostwach Europy (w latach 1999, 2005, 2009, 2011, 2013)[11],
- na olimpiadzie szachowej juniorów do 16 lat (w roku 1995)[12].

Najwyższy ranking w dotychczasowej karierze osiągnął 1 lipca 2014, z wynikiem 2639 punktów zajmował wówczas 1. miejsce wśród tureckich szachistów.